# Homomallium incurvatum
Homomallium incurvatum là một loài Rêu trong họ Hypnaceae. Loài này được (Schrad. ex Brid.) Loeske mô tả khoa học đầu tiên năm 1907.

## Hình ảnh

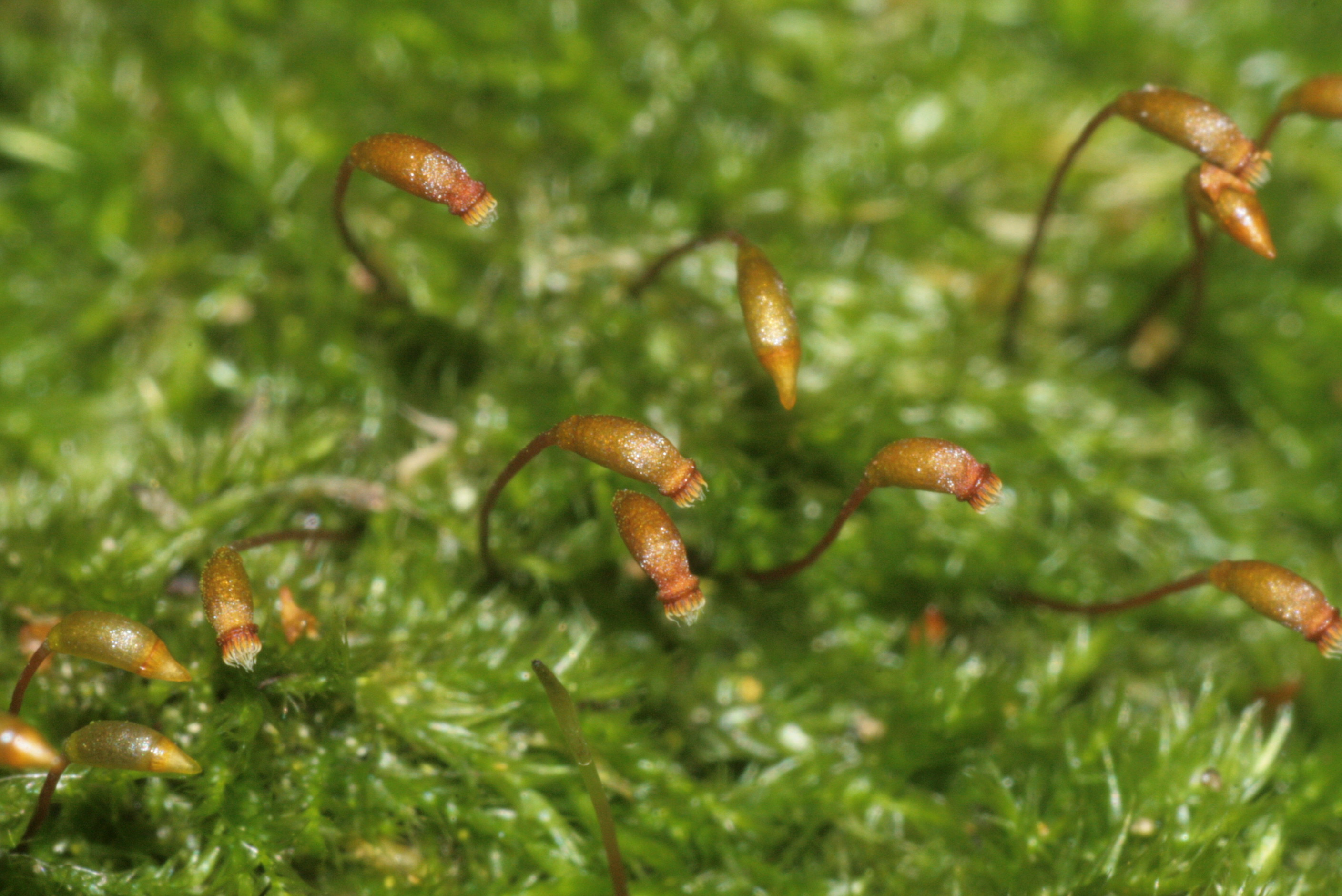
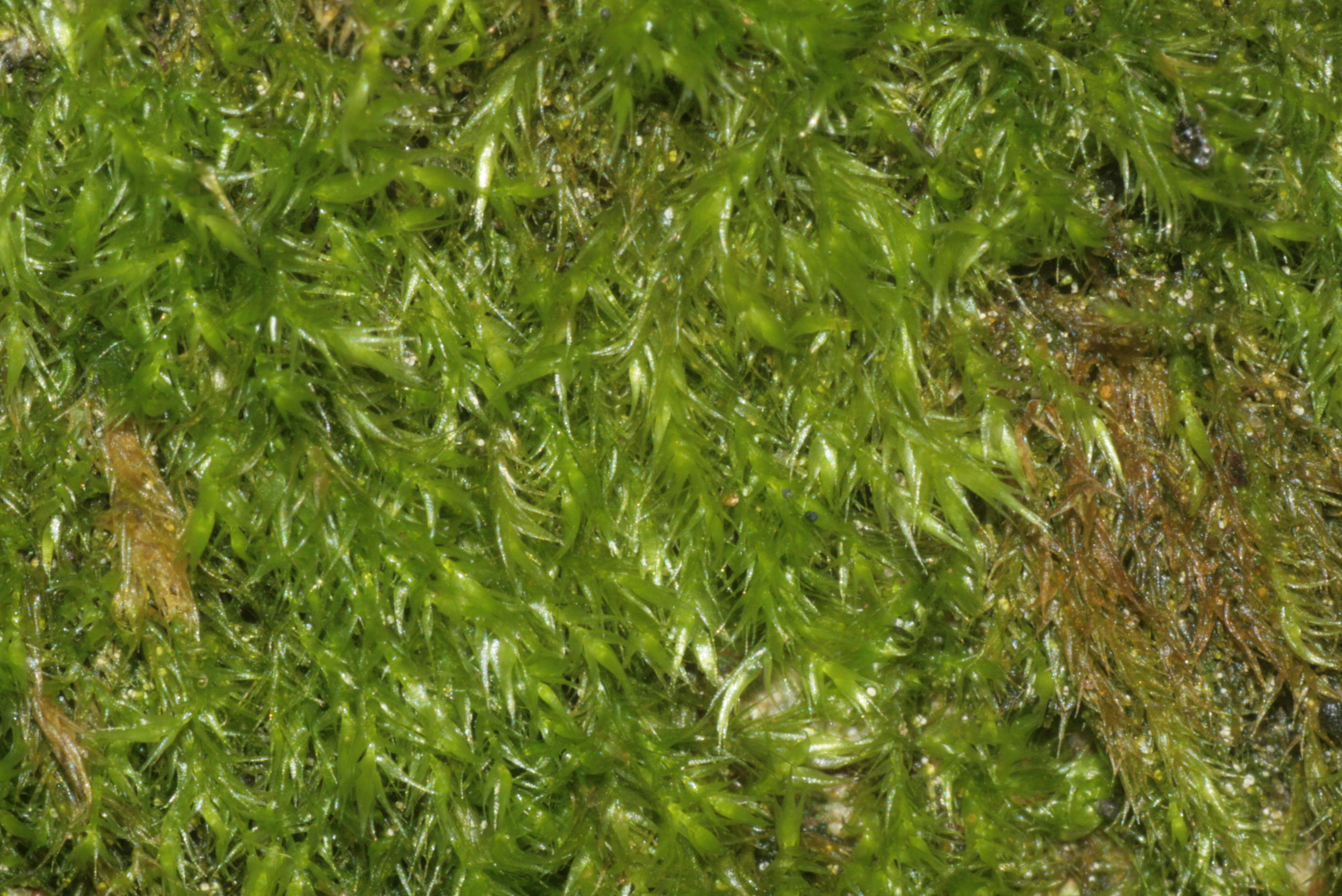
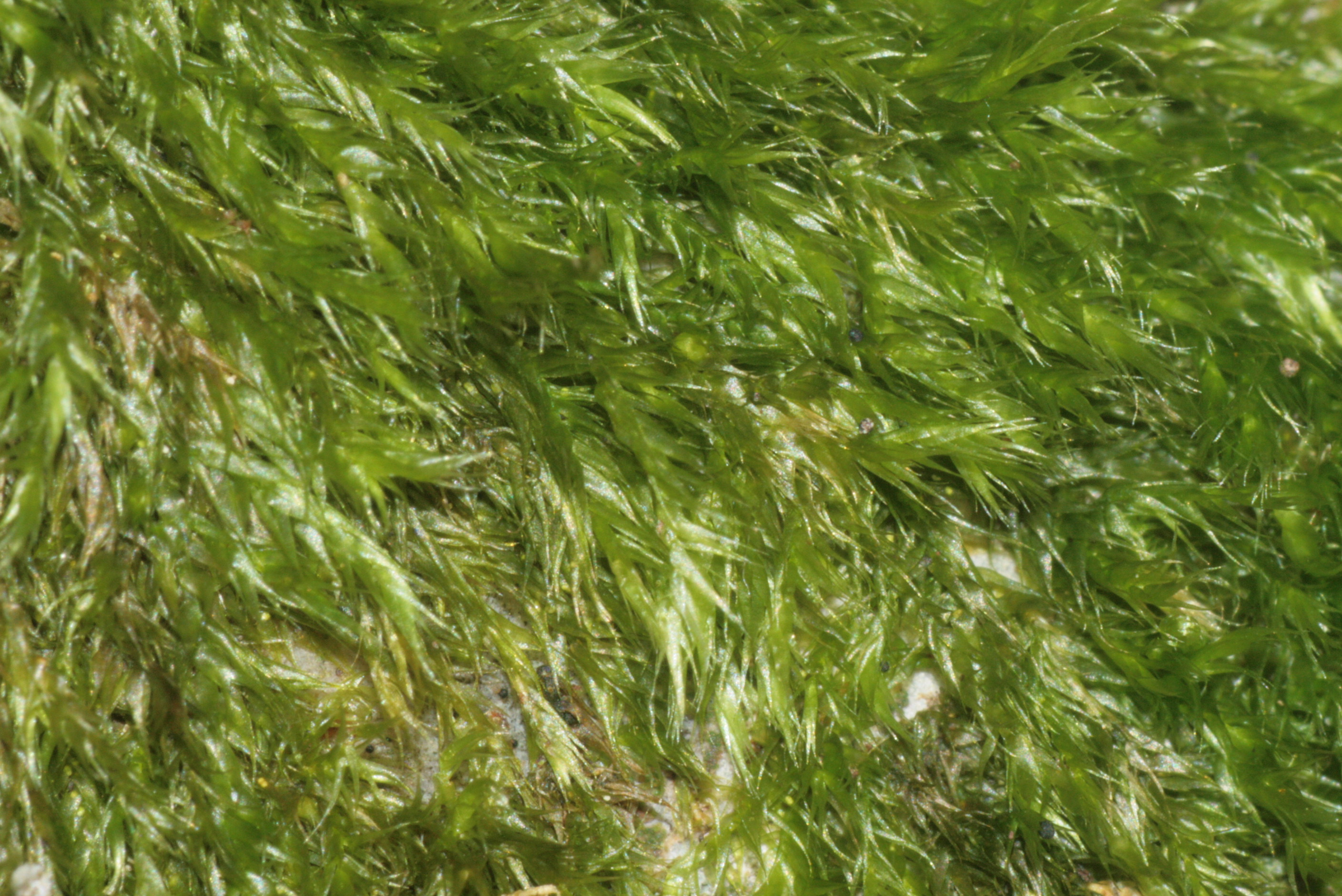
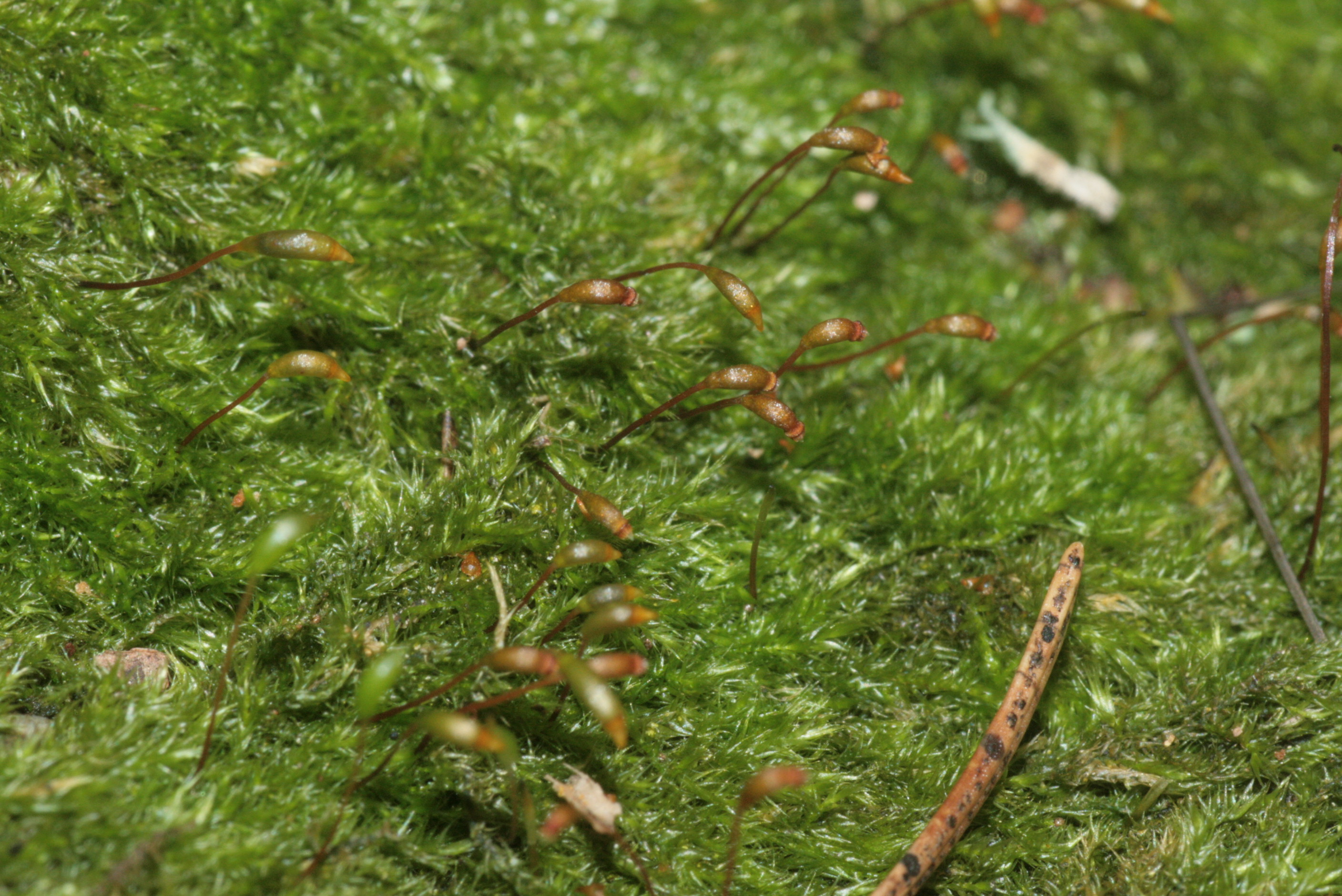